# Rhyssemodes wittmeri
Rhyssemodes wittmeri är en skalbaggsart som beskrevs av Riccardo Pittino 1984. Rhyssemodes wittmeri ingår i släktet Rhyssemodes och familjen Aphodiidae. Inga underarter finns listade i Catalogue of Life.